# 아폴로 440
아폴로 440(Apollo 440)는 잉글랜드의 록 밴드이다.